# 이희하
광흥령 이희하(廣興令 李熙夏, 1839년 ~ 1900년)는 조선 시대의 왕족이며 대한제국의 황족이다. 그는 세종대왕의 다섯번째 아들 광평대군의 16대손으로 생부는 이인화이다. 그의 아들인 이지용은 을사 오적의 한 사람이다. 1881년 그의 장남 이지용은 후사 없이 사망한 흥인군의 독자 이재긍의 양자로 입양되었다.
그의 작위는 광흥령(廣興令)이며, 숭정대부(崇政大夫)를 지내다가 별세한 그는 사후 대제학(大提學)에 추증되었다.

## 생애
- 양 조부 : 이기연(李祺淵) → 광평대군의 14대손
  - 양부 : 이인문(李寅文)[1]
  - 생부 : 이인화(李寅和) → 광평대군의 15대손[2][3]
    - 친형 : 이재륜(李載崙)[출처 필요]

  - 양부 : 흥인군 이최응(李最應, 1815년 - 1882년)
    - 양아우 : 이재긍
      - 친아들: 이지용(李址鎔, 1870년 - 1928년)

  - 양백부 : 흥녕군 이창응(興寧君 李昌應, 1809년 - 1828년)
  - 양백부 : 흥완군 이정응(興完君 李晸應, 1815년 - 1848년)
  - 양숙부 : 흥선대원군 이하응(興宣大院君 李昰應. 1820년 - 1898년)
    - 양사촌 : 흥친왕
    - 양사촌 : 고종
      - 양5촌조카 : 영선군 이준용

## 광흥령 이희하를 다룬 작품

### TV 드라마
- 《대원군》(MBC 문화방송 TV 드라마, 1990년) - (배우: 문거룡)

## 같이 보기
- 흥인군
- 이지용